# 라멘 너무 좋아 코이즈미 씨
라멘 너무 좋아 코이즈미 씨(ラーメン大好き小泉さん, Ms. Koizumi Loves Ramen Noodles)는 나루미 나루의 일본 만화 시리즈이다. 2013년 9월부터 다케쇼보의 망가 라이프 스토리아 매거진에서 연재를 시작했다. 실사 드라마 시리즈로 2015년 6월부터 2016년 12월까지 방영되었다. 스튜디오 고쿠미와 AXsiZ가 공동 애니메이션으로 제작한 12부작 TV 애니메이션 시리즈가 2018년 1월부터 3월까지 일본에서 방영되었다.

## 시놉시스
고이즈미는 당당한 아름다움으로 동급에서 거의 여신처럼 숭배되지만, 그녀는 자신의 자유 의지로 누구와도 소통하지 않기 때문에 미스터리이다. 하지만 그녀의 파트너 유우는 그녀를 더 알고 싶어하고, 뜻밖에도 그녀는 고이즈미의 큰 열정인 라멘을 발견하게 된다. 두 사람 모두 도시를 여행하며 새로운 맛을 경험하고 우정을 쌓기 위해 노력할 것이다.